# Johann Bernhard Droste zu Senden
Johann Bernhard Droste zu Senden (* 1658; † 5. Juli 1713) war Domherr in Speyer und Münster sowie Assessor der Landpfennigkammer.

## Leben
Johann Bernhard Droste zu Senden wuchs als Sohn des Jobst Mauritz Droste zu Senden († 1685) und seiner Gemahlin Anna Petronella Raitz von Frentz zu Sierstorff († 1668) zusammen mit seinen Brüdern Jobst Moritz, Jobst Adolf (1655–1711, Familienerbe), Arnold Wilhelm (1657–1712, Prämonstratensermönch im Stift Varlar) und Friedrich Adrian (1656–1719, Stiftskanoniker in Fritzlar) und drei Schwestern in der uralten westfälischen Adelsfamilie Droste zu Senden auf.
In den Jahren von 1665 bis 1669 studierte Johann Bernhard in Rom. Nach Verzicht seines Vorgängers erhielt er am 21. Juni 1672 eine Dompräbende in Speyer. Die Aufschwörung zur Ritterschaft des Herzogtums Jülich fand am 14. Juli 1693 statt. Im gleichen Jahr wurde er auch Domherr in Münster. Johann Bernhard wirkte als Domscholaster in Speyer und war Assessor der Landpfennigkammer sowie Kapitular im Ritterstift Odenheim.